# Naoki Kawaguchi
Naoki Kawaguchi (川口 尚紀 Kawaguchi Naoki?), född 24 maj 1994 i Niigata prefektur, är en japansk fotbollsspelare.
Kawaguchi började sin karriär 2012 i Albirex Niigata. 2016 blev han utlånad till Shimizu S-Pulse. Han gick tillbaka till Albirex Niigata 2017. 2019 flyttade han till Kashiwa Reysol.